# Macrodactylus suturalis
Macrodactylus suturalis är en skalbaggsart som beskrevs av Mannerheim 1829. Macrodactylus suturalis ingår i släktet Macrodactylus och familjen Melolonthidae. Inga underarter finns listade i Catalogue of Life.